# Nothofagus pumilio
Espèce
Classification phylogénétique
Le lenga (Nothofagus pumilio), communément appelé en français hêtre de la Terre  de Feu ou hêtre blanc, est un arbre de la famille Nothofagaceae (ou de la famille Fagaceae selon une autre classification). C'est une espèce représentative des forêts andino-patagoniques du sud du Chili et de l'Argentine.

## Description

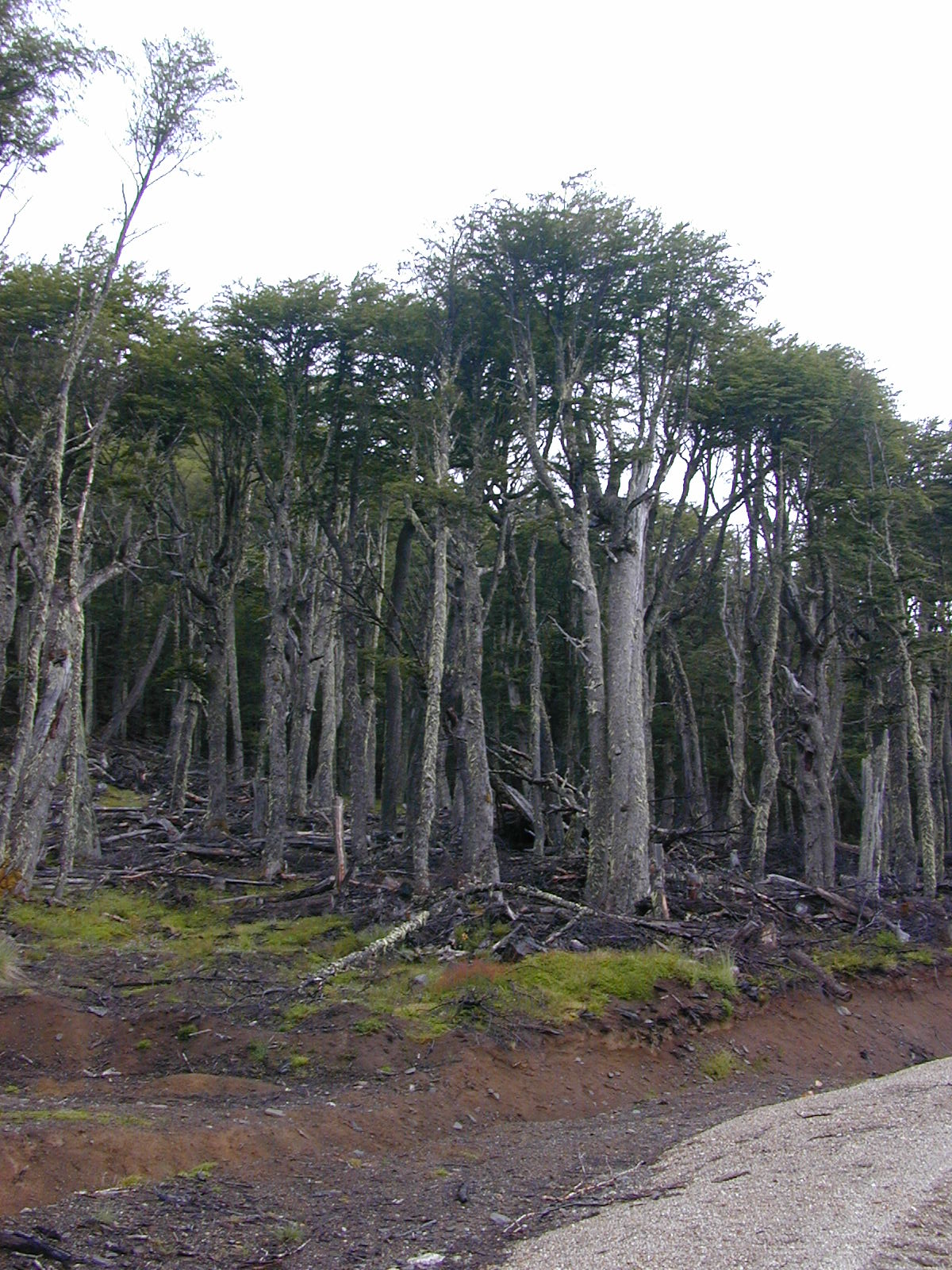
Présence de lengas dans une forêt de la région d'Aysén au Chili.

Cet arbre ou arbrisseau feuillu est originaire du sud de la cordillère des Andes, et peuple les forêts andines australes, chiliennes et argentines jusqu'en Terre de Feu et à l'île Navarino, de 35° à 56° de latitude sud. En Patagonie australe, il peut mesurer jusqu'à trente mètres pour un tronc de 1,5 m de diamètre. Vers le nord, il peut pousser jusqu'à mille mètres d'altitude mais sous forme arbustive. Les feuilles vert foncé, caduques, au bord irrégulier et lobbé, sont elliptiques et dentelées et mesurent de deux à quatre centimètres de long. Elles se colorent en jaune rouge-orangé à l'arrivée de l'automne. Le fruit est une petite noix de quatre à sept millimètres de long.
Il appartient au même genre que le coihue. Il pousse dans des zones aux températures basses voire enneigées ; c'est ainsi qu'on le trouve seulement dans la moitié nord de son aire de distribution et jusqu'au niveau de la mer au sud. Il tolère des températures basses et froides toutes les saisons de l'année et jusqu'à −30 °C. Il se régénère facilement après un incendie.  Le bois est de bonne qualité, facile à travailler. Il est utilisé dans le mobilier et dans la construction comme le bardeau ainsi que même parfois comme substitut au cerisier d'automne (Prunus serotina) dans la fabrication d'armoires.
Il pousse bien en Écosse où il a été introduit.